# 레나토 발디니

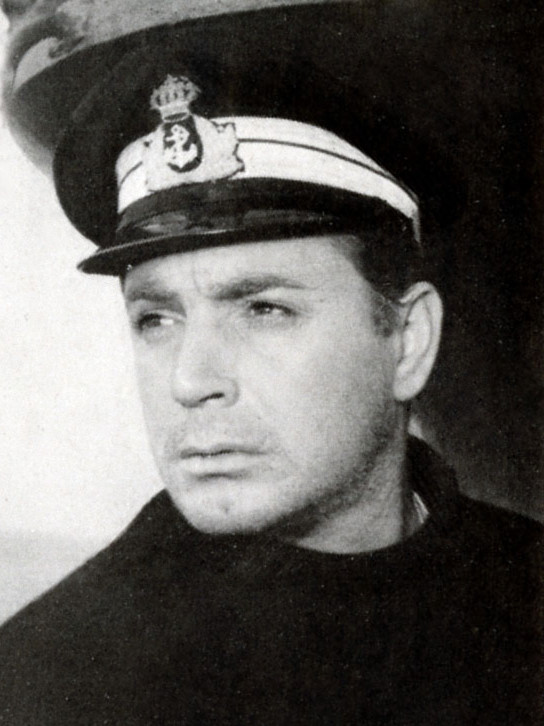

레나토 발디니(Renato Baldini, 1921년 12월 18일 ~ 1995년 7월 5일)는 이탈리아의 배우이다.
로마에서 태어났으며 로마에서 사망하였다.

## 영화
- OSS 117 - 로마 작전 (1968년)
- 미스터 X (1966년)
- 더 시크릿 세븐 (1963년)
- 가방을 든 여인 (1961년)
- 독신 아파트 (1960년)
- 에스더와 왕 (1960년)
- 데오도라 (1954년)